# Guillaume I Le Roux
Pour les articles homonymes, voir Guillaume Le Roux.
Guillaume Le Roux est vicomte d'Elbeuf au XVe siècle.

## Biographie
Guillaume est le fils de Denis Le Roux (mort après 1456), seigneur de Becdal et Villettes, bourgeois de Louviers, procureur de l'archevêque de Rouen à Louviers (1428) et conseiller en cour laie (1456) et de Guillemette Du Buisson. 
Fils aîné de Denis, il comparaît en 1469 lors de la montre générale des gentilshommes de Normandie comme propriétaire des fiefs de Becdal, Le Moucel et Villettes.
Il est au service de la comtesse Marie d'Harcourt, baronne d'Elbeuf, femme de René II de Lorraine.
Il devient vicomte d'Elbeuf, probablement en 1449, à la suite du départ des Anglais et le restera jusqu'en 1495. Il est secondé par son fils, lieutenant général qui tient en son nom les plaids de Boissey-le-Châtel (1485) et de La Haye-du-Theil (1491).
Il fait l'acquisition de la terre de Saint-Aubin-d'Écrosville.
Il décède vers 1495 à Louviers et est inhumé dans la chapelle Notre-Dame de l'église Saint-Jean d'Elbeuf.

## Descendance
Il épouse Alison Du Fay, fille de Guillaume du Fay, lieutenant général du bailli de Gisors et de Philipotte Roussel, nièce de Raoul Roussel, archevêque de Rouen:
- Guillaume [II] Le Roux († 1520), conseiller à l'Échiquier (1499) puis au Parlement de Normandie (1515), seigneur de Becdal, Acquigny, Saint-Aubin-d'Ecrosville et Bourgtheroulde.

## Sources
- Franck Beaumont et Philippe Seydoux (pref. Agnès Vermesch), Gentilhommières des Pays de l'Eure, Éditions de la Morande, Paris, 1999,  (ISBN 2-902091-31-1) (BNF 44315418).
- Adrien Dubois, Un registre de la vicomté d'Elbeuf (1470-1472) - édition d'un registre de haute justice seigneuriale normande (ADSM, 52BP5), CRAHM, Caen, 2011.
- Lucien-René Delsalle, Rouen à la Renaissance : sur les pas de Jacques Le Lieur, Rouen, Librairie L'Armitière, 2007, 592 p. (ISBN 978-2-9528314-13)